# George Kocherry
George Kocherry (* 4. února 1945 Changanacherry, Kérala, Indie) je indický prelát katolické církve, který od roku 1978 působí v diplomatických službách Svatého stolce, od roku 2000 jako arcibiskup a nuncius. Od roku 2013 je apoštolským nunciem v Bangladéši.

## Životopis
Narodil se 4. února 1945 v Changanacherry v Kérale jako nejstarší ze čtrnácti dětí.
V roce 1967 odešel z Indie studovat filozofii a teologii do Říma, kde získal doktorát z kanonického práva. 26. června 1974 byl vysvěcen na kněze arcieparchie Changanacherry.
V rámci přípravy na diplomatickou službu absolvoval v roce 1974 studium na Papežské církevní akademii.
Do diplomatických služeb Svatého stolce vstoupil 1. května 1978. Sloužil na nunciaturách v Jižní Koreji, Kostarice, Nigérii, Trinidadu a Tobagu, Thajsku, Singapuru, Švýcarsku a Austrálii.
Dne 10. června 2000 jej papež Jan Pavel II. jmenoval apoštolským nunciem v Ghaně a Togu a titulárním arcibiskupem v Otoně. 21. srpna přijal biskupské svěcení z rukou arcibiskupa Josepha Powathila. Jedná se řídký případ, kdy nuncius nebyl vychován v římském ritu. Sám k tomu řekl: „Mým jmenováním Vatikán deklaroval svou lásku a ohleduplnost k syrsko-malabarské arcidiecézi.“
Ve funkci nuncia v Togu byl nahrazen v listopadu 2002, kdy tento titul spolu s nunciaturou v Beninu získal Pierre Nguyên Van Tot.
Dne 22. prosince 2007 jej papež Benedikt XVI. jmenoval apoštolským nunciem v Zimbabwe.
Dne 6. července 2013 jej papež František jmenoval apoštolským nunciem v Bangladéši a tuto funkci zastával i při návštěvě papeže Františka v Bangladéši v listopadu 2017.